# Lijst van voetbalinterlands Algerije - Burkina Faso (vrouwen)
Deze lijst van voetbalinterlands is een overzicht van alle officiële voetbalinterlands tussen de nationale vrouwenteams van Algerije en Burkina Faso. De landen hebben tot nu toe twee keer tegen elkaar gespeeld. 

## Wedstrijden
| № | Plaats      | Datum            | Competitie        | Wedstrijd               | Uitslag |
| - | ----------- | ---------------- | ----------------- | ----------------------- | ------- |
| 1 | Sidi Moussa | 24 februari 2024 | Vriendschappelijk | Algerije − Burkina Faso | 2 − 0   |
| 2 | Sidi Moussa | 27 februari 2024 | Vriendschappelijk | Algerije − Burkina Faso | 3 − 1   |

## Samenvatting
| Competitie        | Totaal gespeeld | Winst Algerije | Gelijk | Winst Burkina Faso | Doelsaldo Algerije – Burkina Faso |
| ----------------- | --------------- | -------------- | ------ | ------------------ | --------------------------------- |
| Vriendschappelijk | 2               | 2              | 0      | 0                  | 5 − 1                             |
| Totaal            | 2               | 2              | 0      | 0                  | 5 − 1                             |